# Алимена
Алиме́на (итал. Alimena; сиц. Alimena) — коммуна в провинции Палермо, в регионе Сицилия, Италия. Территория — 59,39 км2. Население — 2 152 чел. (2012). 1 фракция — Вилла-Казино. Мэр коммуны — Альвизе Страччи (с 2013 года).
Святая покровительница коммуны — Мария Магдалина (праздник 1 сентября).

## География

Коммуна Алимена на карте провинции Палермо

Коммуна расположена на юго-востоке провинции Палермо, примерно в 131 км от столицы. Граничит с коммунами Блуфи, Бомпьетро, Ганджи, Петралия-Сопрана, Петралия-Соттана в провинции Палермо, а также с коммунами Резуттано и Санта-Катерина-Виллармоза в провинции Кальтаниссетта и коммуной Виллароза в провинции Энна.
Климат умеренный. Коммуна находится в районе горного хребта Мадоние, между реками Сальсо ди Ганджи, Пеллиццара, Сеньяфери и Имера-Меридионале у подножия горы Бальца-д’Ареддула высотой 1007 метров. Алимену называют «Южными воротами Мадоние», так, как через неё проходят трассы, связывающие север, юг, запад и восток Сицилии.
В коммуне развито сельское хозяйство. Здесь производится зерно, прежде всего пшеница, миндаль, фасоль, оливки и вино. Некогда была развита добыча соли и серы.

## История
На территории коммуны некогда находился город Имакара, который упоминается Цицероном, Аль-Идриси и другими историками. Сама коммуна была основана в 1628 году.
В средние века эта земля принадлежала роду Вентимилья, сеньорам Мадоние, затем перешла во владение к графам Коллезано. В 1597 году Мария Арагон-э-Ля-Черда, графиня Коллезано продала земли барону Джулио-Чезаре Императоре, который умер в 1623 году бездетным. Его владения перешли к племяннице Франческе Урбано-э-Императоре, бывшей замужем за Пьетро Алимена, наследником которой стал их сын Антонио Алимена. По мере роста численности населения в общине, Антонио Алимена получил от церковного руководства и вице-короля Сицилии, Франческо-Фердинандо де Ла-Куэва, герцога Альбукерке лицензию на основание коммуны, заплатив пошлину в 400 скуди. По предложению вице-короля коммуна была названа Алимена. В сентябре 1628 года был учреждён титул маркиза Алимена.
В 1629 году был построен первый храм в коммуне — церковь святого Каетана, первого покровителя Алимены. Позднее церковь освятили заново в честь новой покровительницы коммуны — святой Марии Магдалины, и почти век она была главным храмом Алимены. Из-за роста численности населения в 1725—1731 годах, по заказу князя Винченцо дель Боско, была построена новая главная церковь, также освященная в честь святой Марии Магдалины, а прежний храм стал называться церковью Святых Душ. В том же XVIII веке на территории коммуны были построены монастырь францисканцев-реформатов, коллегия для юношей и сиротский приют. Монастырская церковь, возведённая священником-архитектором Себастьяно да Петралия по заказу князя Винченцо дель Боско и его супруги, донны Доротеи Бенсо-э-Алимена, считалась одной из самых красивых на Сицилии.

## Культура
К числу достопримечательностей Алимены относятся церковь святой Марии Магдалины, в которой находится статуя Богоматери Непорочной (итал. Madonna Immacolata), работы скульптора Франческо Сорджи; церковь упразднённого монастыря францисканцев-реформатов, в которой находится работа «Умирающий Христос» неизвестного автора начала XVII—XVIII веков; самый древний храм коммуны — церковь Святых Душ, посвященная спасению душ в чистилище, и часовня святого Альфонсо Лигуори в Бургарито.
Несмотря на многие изменения, сохранилось своеобразие исторического центра Алимены, с домами и дворцами из местного белого камня, среди которых особого внимания заслуживает палаццо Калабрезе.
Футбольный клуб коммуны — «Алимена» (итал. USD Alimena), играет в группе A чемпионата по футболу провинции Палермо, относящемуся к III категории; основные цвета спортивной формы — жёлтый и зелёный.

## Известные жители и уроженцы
- Франческо Бруно[итал.] (1897—1986) — ботаник.
- Мария Мессина[итал.] (1897—1986) — писательница.
- Стефано Тедески Оддо[итал.] (1836—1882) — врач, участник Рисорджименто.
- Костантино Трапани[итал.] (1912—1988) — епископ.